# Yuzuru
Yuzuru (psáno též Júzuru, Yūzuru, v japonském originále 夕鶴, v překladu Večerní jeřáb) je japonská opera o jednom dějství japonského skladatele Ikumy Dana (1924–2001) na slova stejnojmenné divadelní hry Džundžiho Kinošity (1914–2006).

## Vznik, charakteristika a historie
Ikuma Dan původně napsal scénickou hudbu pro Kinošitovu hru v roce 1949. Později pojal úmysl přeměnit tuto hudbu na operu a obrátil se na Kinošitu, který souhlasil s uvolněním své hry pod podmínkou, že bude zhudebněna doslovně. Dan dokončil kompozici roku 1951. Premiéra se konala v ósacké síni Asahi 30. ledna 1952 za řízení skladatele. Jedná se o první japonskou operu v evropském smyslu a současně o jednu z nejoblíbenějších.
Dan revidoval operu roku 1956 při příležitosti první mimojaponské inscenace na hudebním festivalu v Curychu 27. června 1957. Poté se hrála na řadě dalších míst.
Stejně jako Kinošita ve své hře, i Dan ve své hudbě mísí evropskou pozdně romantickou hudební tradici (zejména ve stylu Giacoma Pucciniho a Maurice Ravela) s prvky japonské tradice (pentatonika). Skladatel využívá příznačných motivů spojených s jednotlivými osobami a současně se symbolickým obsahem. Hudba je melodická, posluchačsky přístupná a pěvecky nepříliš náročná.
V českém prostředí byla známa původní Kinošitova hra, přeložená roku 1976. Českou premiéru připravilo Slezské divadlo Opava roku 2007. Jako první divadlo po opeře v Mexico City ji vypravilo mimo Japonsko v japonském originále. Dirigoval Jan Snítil a režii měl Tokio Kenneth Ohska, který se rovněž s Alexandrem Babrajem podílel na výpravě.
Opera trvá přibližně hodinu a padesát minut. Klavírní výtah vydala Zen-On Music Company Ltd.

## Osoby
| Japonsky | Česky                                                                               | Hlasový obor | Obsazení české premiéry, Opava 2007 |
| -------- | ----------------------------------------------------------------------------------- | ------------ | ----------------------------------- |
| 与ひょう | Johjó (Yohyo), prostomyslný rolník žijící šťastně s Cú                              | tenor        | Michal Vojta                        |
| つう     | Cú (Tsu), jeřáb zachráněný Johjóem, jenž přijal lidskou podobu a stal se jeho ženou | soprán       | Katarína Jorda Kramolišová          |
| 運ず     | Unzu, padouch pokoušející se oklamat Johjóa                                         | baryton      | Zdeněk Kapl                         |
| 惣ど     | Sódo (Sodo), padouch pokoušející se oklamat Johjóa                                  | bas          | Petr Sóos                           |
| 子供たち | Děti z vesnice                                                                      | dětský sbor  | Dětský sbor ZŠ Ilji Hurníka v Opavě |

## Děj opery
Příběh se odehrává v odlehlé horské vesnici ve starém Japonsku. Je zima. Jeviště představuje vnitřek a vnějšek Johjóovy zasněžené doškové chaloupky.
Prostoduchý rolník Johjó žije se svou milou a krásnou ženou Cú, oblíbenou mezi vesnickými dětmi. Kdysi dávno zachránil život zraněnému jeřábu vytažením šípu z jeho rány. Aniž se o tom Johjó dozvěděl, proměnil se jeřáb v lidskou bytost, aby se stal Johjóvou ženou. Cú miluje svého manžela celým tělem a duší. Přejíc si usnadnit Johjóův život, utká mu potají nádhernou látku z vlastního peří. Oděn do cudné lásky své ženy prosťáček Johjó zapomněl na zlo spočívající v lidské chamtivosti.
Vesničané Sódo a Unzu se dozvěděli o cenném šátku. Mají podezření, že Johjóova manželka je jeřáb, a namlouvají mu, že by je ve městě čekalo mnoho veselí a hojnosti, pokud by jeho žena utkala více takových šátků, jež by mohli výhodně zpeněžit. Oklamán slovy svých falešných přátel a sveden příslibem bohatství a slastí pobízí Johjó zdráhající se Cú, aby utkala více své cenné látky. Cú se snaží manžela zbavit špatných rádců a přesvědčuje jej, aby se odstěhovali do vedlejší vesnice, ale ten sní jen o bohatém životě v hlavním městě Kjótu.
Cú se se smutkem podivuje, proč člověk nemá nikdy zadost na lásce a vždy prahne po bohatství. Na neodbytné naléhání svého manžela se rozhodne utkat další látku, vědoma si, že každá její další oběť může být osudná.
Cú, přemožená a sklíčená myšlenkou na svou tragickou situaci, omdlí na sněhu. Johjó ji něžně odnáší k ohništi a křísí ji. Nechápe její duševní utrpení. Cú se ho ptá, zda stále touží po majetku, ale Johjó se stal otrokem hrabivosti a trvá na tom, aby pokračovala ve tkaní šátku. Cú se zlomeným srdcem odchází do zadní místnosti dokončit své dílo. Žádá po něm však přísahu, že ji při tkaní nevyruší. Avšak Johjó nedokáže přemoci zvědavost a spolu se Sódem a Unzuem zahlédne u tkalcovského stavu jeřába.
Cú se vrací vysílena k smrti. Předává onen nádherný šátek manželovi. Přes jeho prosby je rozhodnuta ho popustit, dokud í zbývá nějaké peří, a zanechávajíc zde své vášnivé srdce, odchází. Záhy poté vesnické zahlédnou na obzoru jeřába; je to opět proměněná Cú, odlétající v zasněženém soumraku na svou poslední cestu. Johjó si uvědomuje, že ztratil nenahraditelnou lásku své oddané manželky. Třímaje svůj drahocenný šátek, hledí za Cú, jež mu mizí z dohledu.

## Orchestrace
2 flétny (pikola), 2 hoboje, 2 klarinety, 2 fagoty, 4 lesní rohy, 2 trubky, 3 pozouny, 1 tuba, bicí souprava (tympány, činely, triangl, gong, vířivý buben, basový buben), harfa a smyčce.

## Diskografie
- 1959: Ikuma Dan řídí Tokyo Philharmonic Orchestra s Toshiba Singing Angels, Toshiba-EMI
- 1994: Ikuma Dan řídí Tokyo City Philharmonic Orchestra, Columbia Music Entertainment (živý záznam 600. představení)
- 1997: Hiroši Wakasugi řídí Yomiuri Nippon Symphony Orchestra, Victor Entertainment